# Laika della Siberia orientale

Areale del cane Laika della Siberia orientale

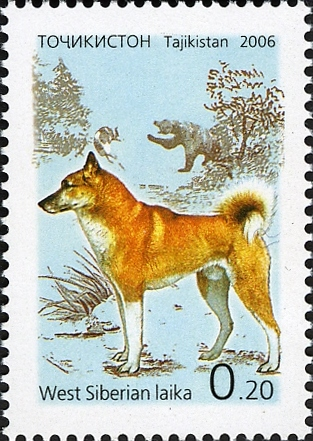
Francobollo tagico di un Vostotchno-Sibirskaïa Laïk

Il Laika della Siberia orientale o Est Siberian Laika (ESL) (Vostotchno-Sibirskaïa Laïk) è una razza russa di cane di tipo spitz, un cane da caccia originario delle parti della Siberia limitrofe al fiume Enisej. È la più grande delle 3 razze Laika russe.

## Storia
La razza è originaria di cani della regione del Lago Baikal, della provincia di Irkutsk, del territorio nazionale di Evenki, del bacino del fiume Amur e del territorio marittimo. 
La prima descrizione della razza è datata all’inizio del XX secolo ma solo nel 1947 il Laika della Siberia Orientale fu riconosciuto come razza. Nel 1949 fu pubblicato uno standard provvisorio, solo nel 1981 fu approvato lo standard definitivo. Oggi il Laika della Siberia Orientale è molto diffuso nelle sue native/originarie.
L'allevamento sistematico è iniziato negli anni '70 nei canili governativi a Irkutsk e a Leningrado.
Secondo uno studio di genetica, i laika della Siberia orientale e i cani Basenji che non abbaiano provenienti dal Congo e dal Sudan appartengono allo stesso aplogruppo del cromosoma Y HG9.

## Caratteristiche
I maschi sono da 55 a 66 centimetri, mentre le femmine sono sul lato più piccolo da 51 a 60 centimetri.
Nero focato, con macchie chiare (chiamate karamis), grizzle, rattoppato, ticchettato, bianco, grigio, nero, rosso e marrone di tutte le sfumature. Esistono due tipi principali, l'Evenki e l'Irkutsk; altri tipi meno importanti sono la Yakutia, l'Amur e il Tofolar. Questi tipi variano per colore e fisico, poiché l'ESL è ancora più una razza conglomerata diversificata rispetto alle altre tre razze Laika russe.
Fisicamente l'ESL è piuttosto longilineo, in proporzione quasi quadrata, leggermente più alto al garrese che alla groppa, ossatura robusta; la forma della testa varia con le varietà regionali. Le orecchie sono erette e triangolari, la coda è portata curvata sul dorso. Il mantello è un doppio mantello medio lungo con peli di guardia grossolani dritti e un sottopelo morbido e spesso. Raggiunge la maturità fisica a circa un anno.
I Laika della Siberia orientale sono amichevoli con gli umani, hanno una spiccata passione per la caccia e un carattere forte ed equilibrato; la razza solitamente non è aggressiva nei confronti dell'uomo, tuttavia nei luoghi di allevamento originario venivano spesso usati come cane da guardia. È molto ben adattato al duro lavoro nelle dure condizioni della taiga montuosa siberiana.
Oggi è un cane da caccia naturale utilizzato per un'ampia varietà di selvaggina piccola e grande, anche per la caccia grossa,  infatti cacciano si va dagli scoiattoli, martore, zibellino e gallo cedrone ma anche alci, orsi, cinghiali e leoni di montagna. Una volta con questi cani si cacciavano le tigri siberiane.
Possono anche essere usati come cani da slitta. Questa razza è praticamente sconosciuta fuori dei confini russi.